# Cornacchia (araldica)
In araldica la cornacchia simboleggia la concordia e la fedeltà assoluta perché questo uccello, rimasto solo, non si unisce più a nessun altro. L'unico altro uccello a mantenere questo atteggiamento è il corvo.

Nel 2° d'argento a tre cornacchie di nero, membrate e imbeccate d'oro, male ordinate (Davron, Francia)
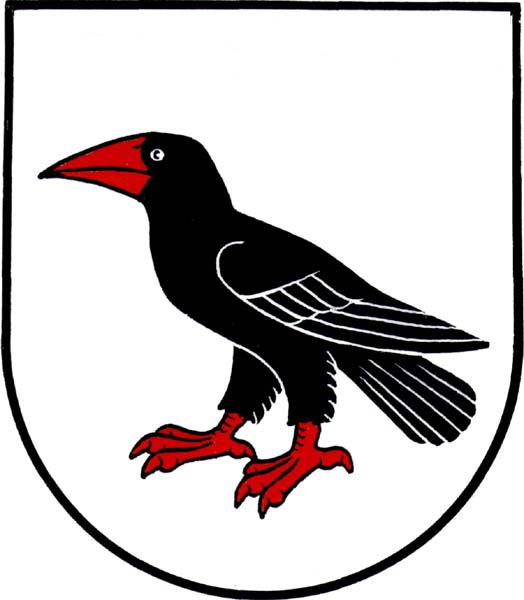
D'argento, alla cornacchia di nero, imbeccata e membrata di rosso (Roztoky, Repubblica Ceca)